# Piper calcariformis
Piper calcariformis là một loài thực vật có hoa trong họ Hồ tiêu. Loài này được Tebbs miêu tả khoa học đầu tiên năm 1987.